# Penonomé (huyện)
Huyện Penonomé là một huyện (distrito) thuộc tỉnh Coclé ở Panama. Theo điều tra dân số năm 2000, huyện này có dân số 72448 người. Huyện Penonomé có diện tích 1700 km². Huyện lỵ đóng tại Penonomé.